# Верхній Акбаш
Верхній Акбаш (рос. Верхний Акбаш) — село у Терському районі Кабардино-Балкарії Російської Федерації.
Орган місцевого самоврядування — сільське поселення Верхній Акбаш. Населення становить 2661 особа.

## Історія
Згідно із законом від 27 лютого 2005 року органом місцевого самоврядування є сільське поселення Верхній Акбаш.

## Населення
| 2002 | 2010  |
| ---- | ----- |
| 2685 | ↘2661 |